# Coppa del Generalissimo 1967 (hockey su pista)
La Coppa del Generalissimo 1967 è stata la 24ª edizione della principale coppa nazionale spagnola di hockey su pista. Il torneo ha avuto luogo dal 9 maggio al 18 giugno 1967.
Il trofeo è stato vinto dal Mataró per la prima volta nella sua storia superando in finale il Vilanova. Con la vittoria nel torneo il Mataró si qualificò alla Coppa dei Campioni 1967-1968.

## Squadre partecipanti
- Barcellona
- Cervezas San Miguel
- Gijón Solimar
- Girona
- Mataró
- Montemar
- Noia
- Oberena

- Pilaristas
- RCD La Coruña
- Reus Deportiu
- Santa Lucia
- Vanguard Nuno
- Vendrell
- Vilanova
- Voltregà

## Risultati

### Ottavi di finale
| Squadra 1           | Risultato | Squadra 2     |
| ------------------- | --------- | ------------- |
| 9 maggio 1967       |           |               |
| Gijón Solimar       | 0 - 6     | Mataró        |
| Oberena             | 1 - 10    | Vilanova      |
| Montemar            | 3 - 10    | Voltregà      |
| Cervezas San Miguel | 1 - 6     | Vendrell      |
| RCD La Coruña       | 1 - 7     | Barcellona    |
| Vanguard Nuno       | 2 - 13    | Girona        |
| Santa Lucia         | 0 - 8     | Noia          |
| Pilaristas          | 1 - 3     | Reus Deportiu |

### Quarti di finale
Le gare di andata furono disputate il 3 giugno; le gare di ritorno furono disputate il 10 giugno 1967.
| Squadra 1     | Totale | Squadra 2  | Andata | Ritorno |
| ------------- | ------ | ---------- | ------ | ------- |
| Noia          |        | Vendrell   | 1 - 1  | ? - ?   |
| Mataró        |        | Voltregà   | 5 - 1  | ? - ?   |
| Vilanova      | 8 - 5  | Girona     | 4 - 2  | 4 - 3   |
| Reus Deportiu |        | Barcellona | 7 - 2  | ? - ?   |

### Semifinali
| Squadra 1      | Risultato | Squadra 2     |
| -------------- | --------- | ------------- |
| 17 giugno 1967 |           |               |
| Vilanova       | 2 - 1     | Reus Deportiu |
| Mataró         | 3 - 0     | Noia          |

### Finale
| Mataró 18 giugno 1967 | Mataró | 2 – 1 | Vilanova |  |